# Deutsch-Russisches Forum

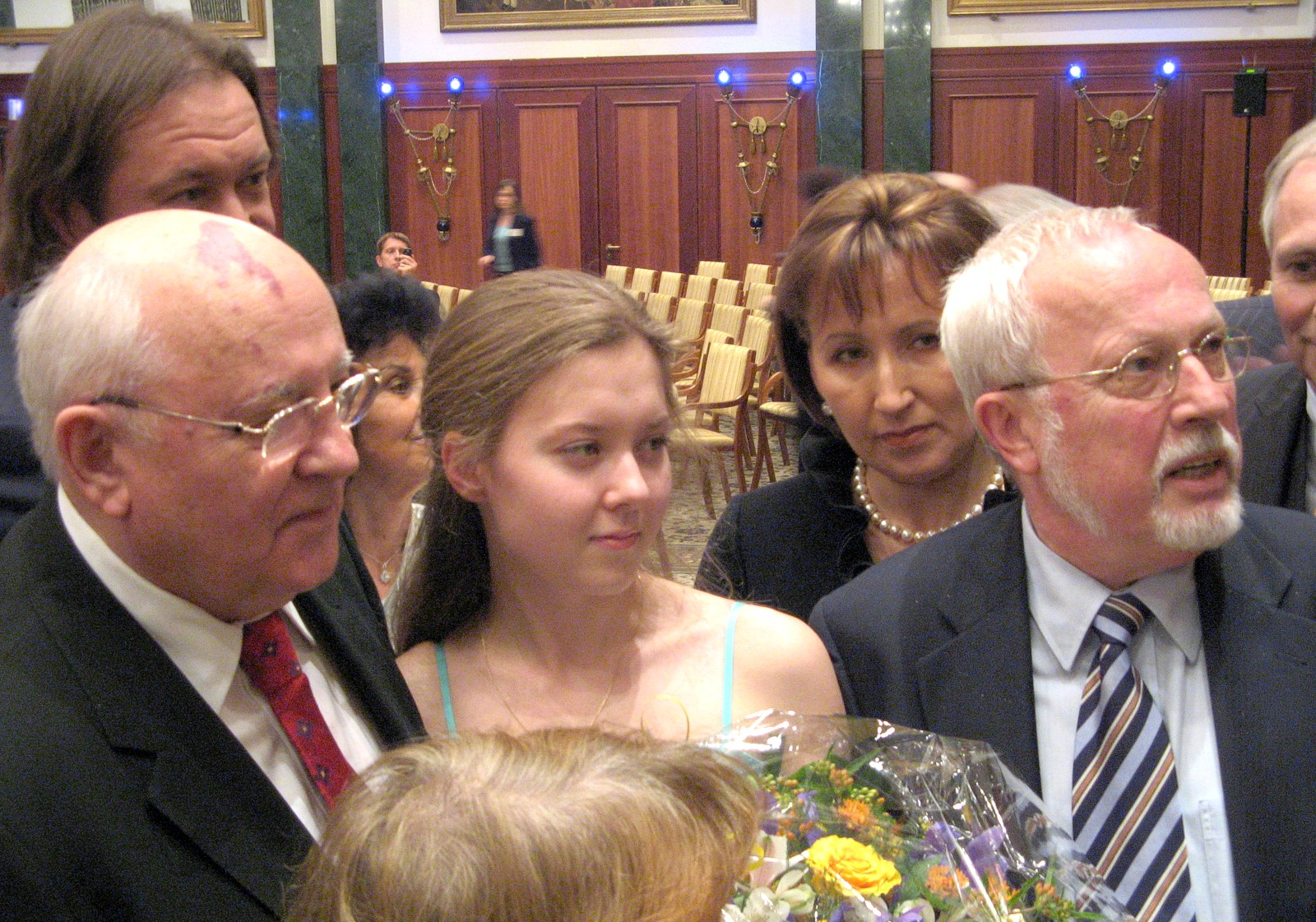
Michail Gorbatschow, junge Pianistin und Lothar de Maizière am 15. Mai 2007 in Berlin.

Das Deutsch-Russische Forum ist ein gemeinnütziger Verein mit Sitz in Berlin, der sich seit 1993 für einen breiten gesellschaftlichen Dialog zwischen Deutschland und Russland engagiert.

## Trägerschaft und Mitglieder
Der Verein wird inhaltlich und finanziell durch Mitglieder aus Politik, Wirtschaft, Massenmedien und Kultur getragen. Die Mitgliedschaft wird durch Kooptation erworben.
Im Februar 1993 wurde der Verein mit 59 Mitgliedern gegründet, Stand 2023 gibt es 300 Mitglieder. Die Mitgliedschaft war öffentlich.

## Aktivitäten
Zu den Aktivitäten und Projekten des Deutsch-Russischen Forums gehören unter anderem die Organisation von Praktika für Journalisten, jährliche deutsch-russische Städtepartnerkonferenzen, der Schüler- und Jugendaustausch sowie die Durchführung der Potsdamer Begegnungen. Diese wurden 1999 durch den ehemaligen Bundespräsidenten Roman Herzog initiiert und dienen dem Treffen von Akteuren aus Politik, Wirtschaft, Kultur und Zivilgesellschaft statt.
In Kooperation mit der deutschen Botschaft Moskau und dem Deutschen Akademischen Austauschdienst organisiert der Verein das Alumni-Netzwerk hallo deutschland!, das sich an russische Absolventen deutscher Förderinstitutionen richtet.
Seit 2001 beteiligt sich das Deutsch-Russische Forum auch an der Organisation des Petersburger Dialogs, ein bilaterales Diskussionsforum, das seit 2001 achtzehn mal stattfand, abwechseln in Russland und Deutschland.
Weitere regelmäßige Aktivitäten sind  das Kulturportal Russland und die Deutsch-Russische Städtepartnerkonferenz, die vom 28. bis 30. Juni 2021 in Kaluga zum sechzehnten Mal stattfand.
Das Deutsch-Russische Forum betreibt neben dem Hauptportal zu den Vereinstätigkeiten vier weitere Internetportale: das Kulturportal Russland, das Portal hallo deutschland! zu Förder- und Austauschprogrammen, das Portal Spielend Russisch lernen und ein Portal zu deutsch-russischen Städtepartnerschaften.
Der russische Überfall auf die Ukraine 2022 hatte einschneidende Auswirkungen auf die Aktivitäten des Deutsch-Russischen Forums. Der Vorsitzende Matthias Platzeck trat am 1. März 2022 zurück, das Deutsch-Russische Forum verurteilte den Einmarsch russischer Truppen in die Ukraine und erklärte, bis zum Ende der militärischen Auseinandersetzung und zur Rückkehr zu friedlichen Lösungsansätzen sämtliche Projekte und Veranstaltungen auszusetzen. „In diesem Zusammenhang wurde das Kuratorium vorläufig ausgesetzt, um dieses Gremium neu zu formieren.“ Im November 2022 wurde ein neuer Vorstand gewählt, die Pfarrerin Petra Schwermann übernahm den Vorsitz.

## Dr.-Friedrich-Joseph-Haass-Preis
Der Verein verleiht seit 1994 jährlich den Dr.-Friedrich-Joseph-Haass-Preis an Personen, die sich um die deutsch-russischen Beziehungen verdient gemacht haben. Der Preis ist benannt nach dem deutschen Arzt Friedrich Joseph Haass, der Mitte des 19. Jahrhunderts in Russland wirkte.

### Preisträger
- 1994: Wolfgang Kartte, ehemaliger Berater der Bundesregierung für die Russische Föderation
- 1995: Wjatscheslaw Daschitschew, Leiter des Zentrums für deutsch-russische Studien im Institut für globale wirtschaftliche und politische Studien
- 1996: Thomas Roth, Journalist, damals Leiter des ARD Studios Moskau
- 1997: Maja Turowskaja, Theater- und Filmkritikerin und Drehbuchautorin
- 1998: Sigmund Jähn, Raumfahrtberater, ESA
- 1999: Wladimir Wojnowitsch, Schriftsteller
- 2000: Otto Wolff von Amerongen, Unternehmer
- 2001: Juri Luschkow, Oberbürgermeister von Moskau
- 2002: Manfred Stolpe, damals Ministerpräsident des Landes Brandenburg
- 2003: Jekaterina Genijewa, Präsidentin des Moskauer Instituts »Offene Gesellschaft«
- 2004: Erzbischof Georg Kretschmar, geistlicher Leiter der evang.-luth. Kirche in Russland
- 2005: Tamara Morschtschakowa, ehem. stellv. Vorsitzende des Verfassungsgerichts der Russischen Föderation
- 2006: Martin Friedrichs, Organisator medizinischer Projekte in Russland
- 2007: Michail Gorbatschow, Staatspräsident a. D.
- 2008: Angelika Küpper, Vorstandsvorsitzende der Gesellschaft für Deutsch-Russische Begegnung Essen e. V. und Anne Hofinga, Vorstandsvorsitzende der Russlandhilfe e. V.
- 2009: Alexej Mordaschow, Vorsitzender des Vorstands, OAO Sewerstal
- 2010: Nikolaus Knauf, Stellvertretender Vorsitzender des Gesellschafterausschusses der Knauf Gruppe
- 2011: Ella Pamfilowa, Vorsitzende des Präsidiums, Allrussische gesellschaftliche Bewegung »Würde des Bürgers«
- 2012: Reinhard Führer, Präsident des Volksbundes Deutsche Kriegsgräberfürsorge e. V. und Nikolai I. Owtscharow, Bürgermeister der Stadt Kursk
- 2013: Alexandra Gräfin Lambsdorff
- 2014: Elena Nemirowskaja, Gründerin der Moskauer Schule für Gesellschaftliche Bildung
- 2015: Egon Bahr, Bundesminister a. D.
- 2016: Daniil Granin, Schriftsteller
- 2017: Fritz Pleitgen, Ehrenvorsitzender des Lew Kopelew Forums e. V.
- 2018: Michail Jefimowitsch Schwydkoi, Sonderbeauftragter des Präsidenten der Russischen Föderation für internationale kulturelle Zusammenarbeit
- 2019: Graciela Bruch, Vorstandsvorsitzende der Globus-Stiftung, und Stefan Dürr, geschäftsführender Gesellschafter und CEO der Ekosem-Agrar AG
- 2021: Michail Alexandrowitsch Fedotow, Berater des Präsidenten der Russischen Föderation a. D.

## Vorstand
- Petra Schwermann, Vorsitzende
- Thomas Falk, Stellvertretender Vorsitzender
- Martin Hoffmann, Geschäftsführendes Vorstandsmitglied
- Peter Brandt
- Hermann Krause
- Anne Hofinga
- Marija Ruzhitskaya
- Evgeniya Sayko
- Doris Schröder-Köpf

### Ehemalige Vorsitzende
- Alexandra Gräfin Lambsdorff, Gründerin des Deutsch-Russischen Forums und Vorsitzende 1993 bis 2002[17]
- Andreas Meyer-Landrut, Vorsitzender 2002 bis 2003, heute Ehrenvorsitzender
- Ernst-Jörg von Studnitz, Vorsitzender 2003 bis 2014, heute Ehrenvorsitzender
- Matthias Platzeck, Vorsitzender von 2014 bis 2022[12]

## Kuratorium
Die folgende Liste der Kuratoriumsmitglieder ist unvollständig.
- Thomas Bruch (Vorsitzender)
- Klaus Mangold
- Alexej Mordaschow

Am 12. Oktober 2021 wurde ein neues Kuratorium gewählt. Antje Vollmer(†) , Lothar de Maizière und Gabriele Krone-Schmalz wurden zu Ehrenkuratoren des Deutsch-Russischen Forums ernannt.
Als Reaktion auf den Russischen Überfall auf die Ukraine 2022 hat das Kuratorium seine Arbeit vorläufig ausgesetzt.

## Kritik
Im Zuge der völkerrechtswidrigen Annexion der Krim durch Russland und des russischen Kriegs gegen die Ukraine wurde dem Deutsch-Russischen Forum (DRF), insbesondere wegen der Wortmeldungen seines Vorsitzenden Matthias Platzeck, wiederholt eine zu unkritische Haltung gegenüber der umstrittenen Politik des russischen Präsidenten Putin vorgeworfen. Die Frankfurter Allgemeine Sonntagszeitung berichtete am 22. November 2014 von einem Eckpunktepapier, das von Kanzleramt und Auswärtigem Amt unterstützt wurde. Im Kabinett Merkel III (2013 bis 2017) war Frank-Walter Steinmeier (SPD) Außenminister. 
In dem Eckpunktepapier wurde gefordert, der Petersburger Dialog müsse „auch Raum für die kritische Auseinandersetzung mit der russischen Politik geben“. Die Anbindung an das Deutsch-Russische Forum solle beendet werden, da es in beiden Gremien große personelle Überschneidungen gab: Der Ost-Ausschuss der Deutschen Wirtschaft war stark vertreten. Im Rahmen der Reform solle der frühere brandenburgische Ministerpräsident Matthias Platzeck an Einfluss im DRF verlieren. Dieses Zugeständnis habe Bundeskanzlerin Angela Merkel (CDU) Bundesaußenminister Frank-Walter Steinmeier (SPD) am 19. November 2014 „abgerungen“.
Die Journalistin und langjährige Moskau-Korrespondentin Elfie Siegl erklärte am 26. März 2015 auf einer Sitzung des DRF ihren Austritt. In ihrer Erklärung, die ihr Kollege Boris Reitschuster auf seiner Facebook-Seite veröffentlichte, heißt es, das DRF habe sich in den vergangenen Jahren immer weiter vom in der Satzung festgeschriebenen Vereinszweck entfernt und setze nunmehr andere Prioritäten: „Es geht ihm weniger darum, Verständnis für Russland zu wecken, als vielmehr darum, der Politik des Putin-Regimes Verständnis entgegen zu bringen, sie zu billigen.“ Ferner kritisierte Siegl, dass mehrere bekannte Mitglieder und Vorstandsmitglieder des DRF den Appell „Wieder Krieg in Europa? Nicht in unserem Namen!“ unterzeichnet hatten: „In diesem Aufruf wird auf den Kriegszustand in einigen Teilen der Ukraine und die Annexion der Krim mit keinem Wort eingegangen. Schon allein aus diesem Grund fühle ich mich als unabhängige Journalistin und Russland-Expertin vom Deutsch-Russischen Forum und seiner Leitung nicht mehr angemessen vertreten.“ Aus ähnlichen Gründen verließen laut Siegl der Politologe Hannes Adomeit und der Jurist Otto Luchterhandt das DRF. Zudem plane die Journalistin und Autorin Christine Hamel ihren Austritt. Reitschuster schrieb außerdem, ein Mitglied habe ihm gesagt, „im Forum würde offenbar durch Neuaufnahmen gezielt die Pro-Putin-Mehrheit gefestigt“. Auch im November 2017 galt das Deutsch-Russische Forum bei den Reformbefürwortern des Petersburger Dialoges noch als zu kremlfreundlich.
Das Rechercheportal Correctiv bezeichnete im Jahr 2022 das DRF als „eine der vielen Vorfeldorganisationen Russlands“.